# Pettit Memorial Chapel
Pettit Memorial Chapel jest jedyną kaplicą zaprojektowaną przez sławnego architekta Franka Wrighta. Kaplica znajduje się na cmentarzu w Belvidere, który znajduje się w hrabstwie Boone. Znajduje się w National Register of Historic Places, gdzie została wpisana 1 grudnia 1978 roku. Kaplica jest wczesnym przykładem jego znanego stylu prairie.

## Historia
Emma Pettit poprosiła Wrighta, aby zaprojektował kaplicę ku pamięci jej zmarłego męża doktora Williama H. Pettit. Budowla została wzniesiona w 1907 roku i kosztowała 3 000 dolarów. Stoi obok grobu Williama Pettit na cmentarzu w Belvidere.